# تاونشیپ ۹، شهرستان روکس، کانزاس
تاونشیپ ۹ (به انگلیسی: Township 9) یک منطقهٔ مسکونی در ایالات متحده آمریکا است که در کانزاس واقع شده است. تاونشیپ ۹ ۴۸ نفر جمعیت دارد و ۶۵۰ متر بالاتر از سطح دریا قرار دارد.